# Паг (город)
Паг (хорв. Pag) — город в Хорватии, крупнейший населённый пункт одноимённого острова в жупании Задар. Население — 2 701 человека (2001). Паг, наряду с Новальей, один из двух городов острова. Город расположен на берегу обширной бухты в центральной части острова, на западном побережье. Через него проходит автомобильная дорога, соединяющая Паг с Новальей, а с другой стороны — с мостом на континент.

## История

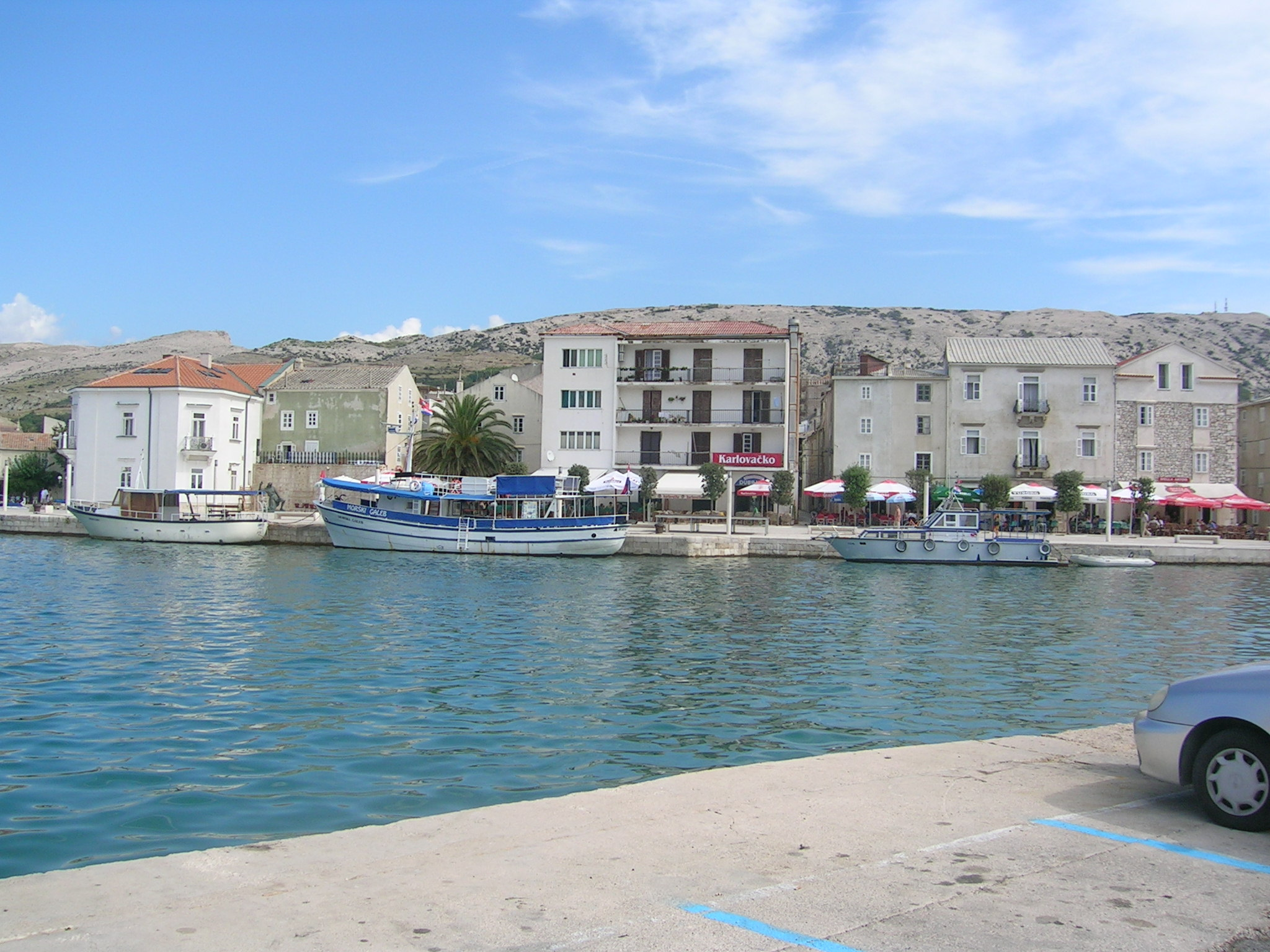
Набережная Пага

В 1244 году хорватско-венгерский король Бела IV дал городу Паг статус свободного королевского города. В войнах за Задар между Венецией и венгерско-хорватским королевством в XIV веке Паг сильно пострадал.
В 1403 году остров был продан королём Ладиславом венецианцам, которым и принадлежал вплоть до падения венецианской республики в конце XVIII века. В XV веке, ввиду растущей угрозы турецких набегов, жители города Паг решили построить новый город в нескольких километрах от старого. Возведение города шло по чертежам знаменитого архитектора и скульптора Юрая Далматинца.

## Достопримечательности

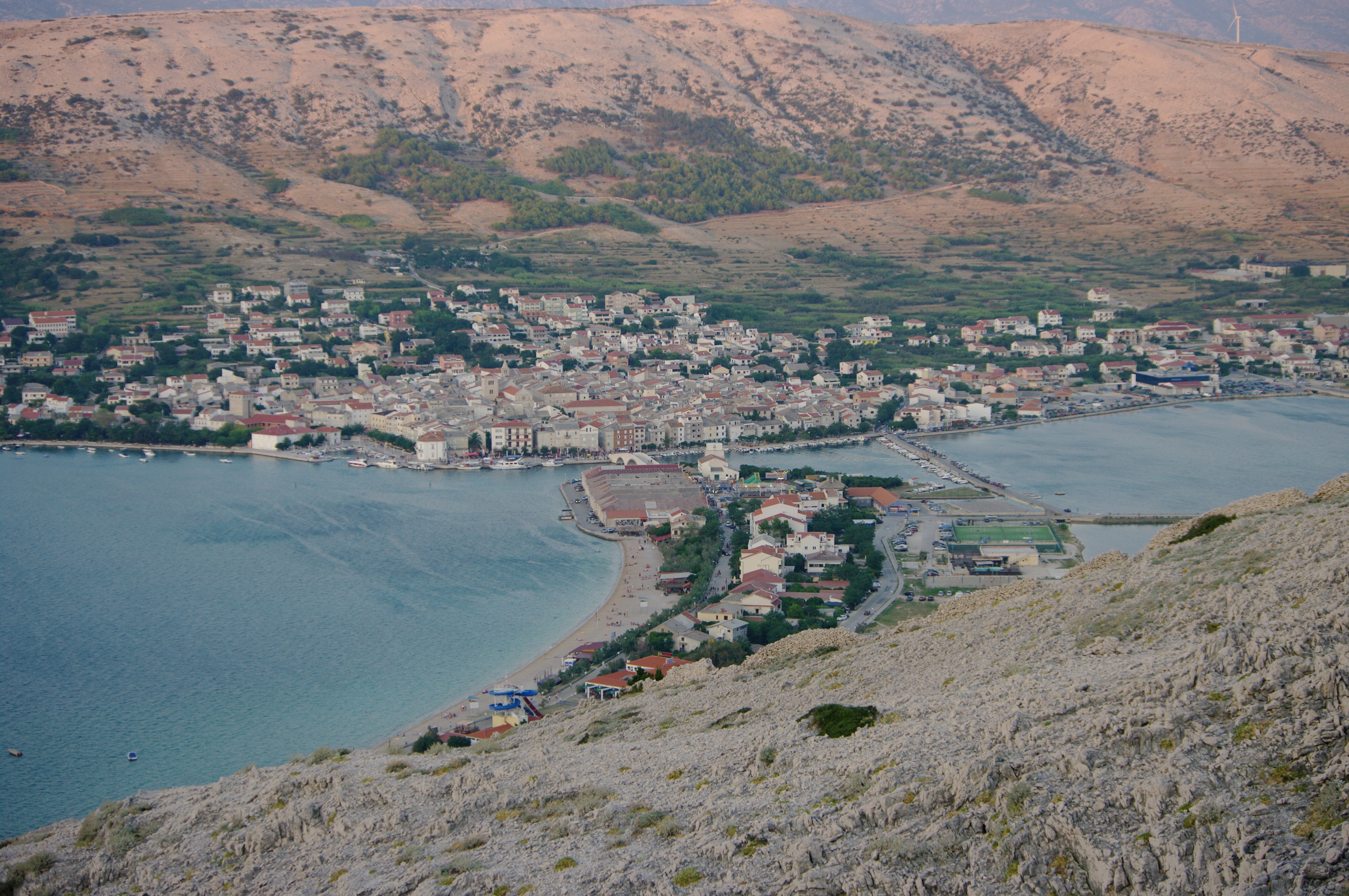
Панорама Пага

Княжеский дворец и незаконченный епископский дворец, построенные по чертежам Юрая Далматинца; городской собор, церковь св. Юрая, церковь св. Маргариты.